# Discografia degli Slayer
La discografia degli Slayer, gruppo musicale thrash metal statunitense, è composta da oltre dieci album in studio, quattro album dal vivo, due box set ed altrettanti EP e oltre dieci singoli, pubblicati tra il 1981 e il 2019.

## Album

### Album in studio
| Anno                                                                                               | Titolo                                                                    | Classifiche | Classifiche | Classifiche | Classifiche | Classifiche | Classifiche | Classifiche | Classifiche | Classifiche | Classifiche | Classifiche | Classifiche | Classifiche | Classifiche | Classifiche | Certificazioni                      |
| Anno                                                                                               | Titolo                                                                    | USA         | AUS         | AUT         | BEL         | DEN         | FIN         | FRA         | GER         | ITA         | NLD         | NZ          | POL         | SWE         | SWI         | UK          | Certificazioni                      |
| -------------------------------------------------------------------------------------------------- | ------------------------------------------------------------------------- | ----------- | ----------- | ----------- | ----------- | ----------- | ----------- | ----------- | ----------- | ----------- | ----------- | ----------- | ----------- | ----------- | ----------- | ----------- | ----------------------------------- |
| 1983                                                                                               | Show No Mercy - Pubblicato: 3 dicembre 1983 - Etichetta: Metal Blade      | —           | —           | —           | —           | —           | —           | —           | —           | —           | —           | —           | —           | —           | —           | —           |                                     |
| 1985                                                                                               | Hell Awaits - Pubblicato: 16 settembre 1985 - Etichetta: Metal Blade      | —           | —           | —           | —           | —           | —           | —           | —           | —           | —           | —           | —           | —           | —           | —           |                                     |
| 1986                                                                                               | Reign in Blood - Pubblicato: 7 ottobre 1986 - Etichetta: Def Jam          | 94          | —           | —           | —           | —           | —           | —           | —           | —           | —           | —           | —           | —           | —           | 47          | - UK: Argento - USA: Oro            |
| 1988                                                                                               | South of Heaven - Pubblicato: 5 luglio 1988 - Etichetta: Def Jam          | 57          | —           | —           | —           | —           | —           | —           | —           | —           | —           | —           | —           | 50          | —           | 25          | - CAN: Oro - UK: Argento - USA: Oro |
| 1990                                                                                               | Seasons in the Abyss - Pubblicato: 25 ottobre 1990 - Etichetta: American  | 40          | —           | 29          | —           | —           | —           | —           | —           | —           | —           | —           | —           | 47          | —           | 18          | - CAN: Oro - USA: Oro               |
| 1994                                                                                               | Divine Intervention - Pubblicato: 27 settembre 1994 - Etichetta: American | 8           | 27          | 22          | —           | —           | —           | —           | 18          | —           | 31          | 20          | —           | 10          | 15          | 15          | - CAN: Oro - USA: Oro               |
| 1998                                                                                               | Diabolus in Musica - Pubblicato: 9 giugno 1998 - Etichetta: American      | 31          | 35          | 40          | 23          | 20          | 18          | 23          | 32          | —           | 52          | 15          | —           | 29          | —           | 27          |                                     |
| 2001                                                                                               | God Hates Us All - Pubblicato: 11 settembre 2001 - Etichetta: American    | 28          | 15          | 31          | 16          | 32          | 12          | 25          | 9           | 11          | 30          | 35          | 3           | 18          | 44          | 31          |                                     |
| 2006                                                                                               | Christ Illusion - Pubblicato: 6 agosto 2006 - Etichetta: American         | 5           | 9           | 6           | 19          | 14          | 2           | 52          | 2           | 18          | 8           | 10          | 9           | 4           | 11          | 23          |                                     |
| 2009                                                                                               | World Painted Blood - Pubblicato: 3 novembre 2009 - Etichetta: American   | 12          | 9           | 13          | 38          | 21          | 12          | 28          | 7           | 26          | 15          | 16          | 16          | 21          | 14          | 41          | - POL: Oro                          |
| 2015                                                                                               | Repentless - Pubblicato: 11 settembre 2015 - Etichetta: Nuclear Blast     | 4           | 3           | 6           | 4           | 9           | 3           | 7           | 1           | 8           | 2           | 8           | 2           | 5           | 3           | 11          |                                     |
| "—" indica una pubblicazione che non si è classificata o che non è stata pubblicata in quel Paese. |                                                                           |             |             |             |             |             |             |             |             |             |             |             |             |             |             |             |                                     |

### Album dal vivo
| Anno                                                                                               | Titolo | Classifiche | Classifiche | Classifiche |
| Anno                                                                                               | Titolo | US          | GER         | UK          |
| -------------------------------------------------------------------------------------------------- | --- | ----------- | ----------- | ----------- |
| 1984                                                                                               | Live Undead - Pubblicato: 16 novembre 1984 - Etichetta: Metal Blade                                                  | —           | —           | —           |
| 1991                                                                                               | Decade of Aggression - Pubblicato: 22 ottobre 1991 - Etichetta: American                                             | 55          | 77          | 29          |
| 2010                                                                                               | The Big 4: Live from Sofia, Bulgaria - Pubblicato: 2 novembre 2010 - Etichetta: Universal                            | 1           | —           | 1           |
| 2019                                                                                               | The Repentless Killogy (Live at the Forum in Inglewood, CA) - Pubblicato: 8 novembre 2019 - Etichetta: Nuclear Blast | 24          | 28          | 64          |
| "—" indica una pubblicazione che non si è classificata o che non è stata pubblicata in quel Paese. | |             |             |             |

### Tributi
| Anno | Titolo                                                                 | Classifiche | Classifiche | Classifiche | Classifiche | Classifiche | Classifiche | Classifiche | Classifiche | Classifiche | Classifiche |
| Anno | Titolo                                                                 | US          | AUS         | AUT         | BEL         | FIN         | FRA         | GER         | NLD         | NZ          | SWE         |
| ---- | ---------------------------------------------------------------------- | ----------- | ----------- | ----------- | ----------- | ----------- | ----------- | ----------- | ----------- | ----------- | ----------- |
| 1996 | Undisputed Attitude - Pubblicato: 28 maggio 1996 - Etichetta: American | 34          | 16          | 43          | 38          | 27          | 43          | 45          | 33          | 22          | 20          |

### Raccolte
| Anno | Titolo                                                                            |
| ---- | --------------------------------------------------------------------------------- |
| 2003 | Soundtrack to the Apocalypse - Pubblicato: 25 novembre 2003 - Etichetta: American |
| 2010 | The Vinyl Conflict - Pubblicato: 12 ottobre 2010 - Etichetta: American            |

## Extended play
| Anno | Titolo                                                                   |
| ---- | ------------------------------------------------------------------------ |
| 1984 | Haunting the Chapel - Pubblicato: 4 agosto 1984 - Etichetta: Metal Blade |
| 2006 | Eternal Pyre - Pubblicato: 6 giugno 2006 - Etichetta: American           |

## Singoli
| 1986                                                                                               | Postmortem                | — | —  | —  | Reign in Blood       |
| 1987                                                                                               | Criminally Insane (Remix) | — | —  | —  | Reign in Blood       |
| 1990                                                                                               | Seasons in the Abyss      | — | —  | 51 | Seasons in the Abyss |
| 1995                                                                                               | Serenity in Murder        | — | —  | 50 | Divine Intervention  |
| 1996                                                                                               | I Hate You                | — | —  | —  | Undisputed Attitude  |
| 1998                                                                                               | Stain of Mind             | — | —  | —  | Diabolus in Musica   |
| 2006                                                                                               | Cult                      | — | —  | —  | Christ Illusion      |
| 2006                                                                                               | Eyes of the Insane        | — | 15 | 97 | Christ Illusion      |
| 2009                                                                                               | Psychopathy Red           | — | —  | —  | World Painted Blood  |
| 2009                                                                                               | Hate Worldwide            | 2 | —  | —  | World Painted Blood  |
| 2010                                                                                               | World Painted Blood       | — | —  | —  | World Painted Blood  |
| 2015                                                                                               | When the Stillness Comes  | — | —  | —  | Repentless           |
| 2015                                                                                               | Repentless                | — | —  | —  | Repentless           |
| 2015                                                                                               | Cast the First Stone      | — | —  | —  | Repentless           |
| 2015                                                                                               | You Against You           | — | —  | —  | Repentless           |
| "—" indica una pubblicazione che non si è classificata o che non è stata pubblicata in quel Paese. |                           |   |    |    |                      |

## Videografia

### Album video
| Anno                                                                                               | Titolo                                                                                    | Classifiche | Classifiche | Certificazioni   |
| Anno                                                                                               | Titolo                                                                                    | US          | GER         | Certificazioni   |
| -------------------------------------------------------------------------------------------------- | ----------------------------------------------------------------------------------------- | ----------- | ----------- | ---------------- |
| 1995                                                                                               | Live Intrusion - Pubblicato: 31 ottobre 1995 - Etichetta: American                        | —           | —           |                  |
| 2003                                                                                               | War at the Warfield - Pubblicato: 29 luglio 2003 - Etichetta: American                    | 3           | 58          | - US: Oro        |
| 2004                                                                                               | Still Reigning - Pubblicato: 26 ottobre 2004 - Etichetta: American                        | 7           | —           | - US: Oro        |
| 2010                                                                                               | The Big 4: Live from Sofia, Bulgaria - Pubblicato: 15 ottobre 2010 - Etichetta: Universal | 1           | —           | - US: 2x Platino |
| "—" indica una pubblicazione che non si è classificata o che non è stata pubblicata in quel Paese. |                                                                                           |             |             |                  |

### Video musicali
| Anno | Titolo               | Regista          |
| ---- | -------------------- | ---------------- |
| 1990 | Seasons in the Abyss | Di Puglia Gerard |
| 1990 | War Ensemble         | —                |
| 1994 | Dittohead            | Jon Reiss        |
| 1994 | Serenity in Murder   | —                |
| 1996 | I Hate You           | —                |
| 2001 | Bloodline            | Evan Bernard     |
| 2006 | Eyes of the Insane   | Tony Petrossian  |
| 2010 | Beauty Through Order | Ben Hibon        |
| 2010 | World Painted Blood  | Mark Brooks      |
| 2015 | Repentless           | BJ McDonnell     |
| 2016 | You Against You      | BJ McDonnell     |
| 2016 | Pride in Prejudice   | BJ McDonnell     |